# Даниел Рош
Проф. Даниел Рош (на френски: Daniel Roche) е френски историк, представител на т.нар. школа „Анали“. Специалист по епохата на Просвещението и история на Френската революция. Изследванията му са фокусирани върху културната и социалната история на Стария режим във Франция.

## Биография
Роден е на 25 юли 1935 г. в Париж. Постъпва в Екол нормал сюпериор в Сен-Клу, а през 1956 г. По съвет на Пиер Губер пише дипломната си работа си под ръководството на Ернест Лабрус, който по това време публикува свое мащабно проучване на буржоазията. От своя страна Даниел Рош превръща в основни източници на работата си нотариалните архиви, като се фокусира върху социално-професионалните категории в Париж в средата на 18 век. Между 1960 и 1962 г. е учител в Шалон сюр Марн, а от 1962 г. – асистент в Екол нормал сюпериор и CNRS. По съвет на Франсоа Фюре, с когото тогава се вижда често, той решава да посвети дисертацията си на провинциални академии през 18 век, под ръководството на Алфонсо Дюпрон.
От 1973 г. е в Университета Париж VII, а от 1978 г. професор в Сорбоната. През 1985 – 1989 г. е преподавател в Европейския институт във Флоренция, от 1989 г. директор на изследванията в Училището за академични изследвания в социалните науки (EHESS) и след 1990 г. директор на Института за модерна и съвременна история. От 1998 г. до 2005 г. е професор в Колеж дьо Франс.
През 1992 г. получава Голямата национална награда по история и в същата година е Офицер на изкуствата и литературата. През 1996 г. става рицар на Ордена на честта. От 1999 г. е член-кореспондент на Британската академия.. През 2001 г. е удостоен с Голямата награда за история на град Париж и наградата Пегас. Рош е почетен доктор на университетите в Женева и Верона.

## Научни приноси
От самото начало на научната си работата си Даниел Рош застава на кръстопътя на историята на града, социалната история и културната история. Основният принос на работата му е, че твърдо артикулира културната и социалната история, като прави културната история чувствителна за „социалната диференциация“.

## Трудове
- Le Siècle des Lumières en province. Académies et académiciens provinciaux, 1689 – 1789, 2 тома, Paris/Den Haag: Mouton 1978, 1989
- Le Peuple de Paris: Essai sur la culture populaire au XVIIIe siècle, Paris: Aubier 1981, Fayard 1998.
- Journal de ma vie. Édition critique du journal de Jacques-Louis Ménétra, compagnon vitrier au XVIIIe siècle, Paris: Montalba 1982.
- Les Français et l'Ancien Régime. I – La Société et l'État. II – Culture et Société, 2 тома, Paris: A. Colin 1984, 1993. (в съавторство с Пиер Губер)
- Les Républicains des Lettres, gens de culture et Lumières au XVIIIe siècle, Paris, A. Fayard 1988.
- La culture des apparences. Essai sur l'Histoire du vêtement aux XVIIe et XVIIIe siècles, Paris: A. Fayard 1989
- La France des Lumières, Paris: A. Fayard 1993
- Histoire des choses banales. Naissance de la Société de consommation, XVIIIe-XIXe siècle, Paris: A. Fayard 1997.
- Les Écuries royales (XVIe-XVIIIe siècles), Paris: Association pour l'Académie d'art équestre de Versailles 1998.
- Voitures, chevaux, attelages du XVIe au XIXe siècle, Paris: Association pour l'Académie d'art équestre 2001.
- Humeurs vagabondes, De la circulation des hommes et de l'utilité des voyages, Paris: A. Fayard 2003.
- La Culture équestre de l'Occident, XVIe-XIXe, L'ombre du cheval: Tome 1, Le cheval moteur, Essai sur l'utilité équestre, Fayard, 2008, 479 p. (ISBN 2-213-63631-1 и 9782213636313)
- Histoire de la culture équestre, XVIe-XIXe, L'ombre du cheval: Tome 2, La gloire et la puissance, Fayard, 2011, 488 p. (ISBN 978-2-213-66607-5)